# Хабурський Степан Григорович
Хабу́рський Степа́н Григо́рович (англ. Stefan Chabursky; 11 серпня 1898, місто Рогатин, нині Івано-Франківська область (за іншими даними — с. Бабухів) — 6 серпня 1972, Торонто, Канада) — український греко-католицький священик, публіцист, видавець.

## Біографія
Закінчив Львівську духовну семінарію і був висвячений в сан 16 квітня 1926 року. Після священичих свячень був адміністратором парафій в селах Лошнів (1926—1927), Козівка (1927—1928) і Зарудє (1930—1932).
Був діяльний у Пласті, «Просвіті» та інших товариствах. У селі Кудинівці організував «Сокіл», «Пласт», товариство «Відродження». Був четарем Січових стрільців.
1932—1938 — парох у селі Беримівці, нині Зборівського району Тернопільської області, де організував Братства апостольства молитви і Марійської дружини, виступив ініціатором будівництва дзвіниці й читальні «Просвіта» (1936), засновником дитячого садка і сільськогосподраських курсів.
Провадив релігію і піклувався шкільництвом у школі в селі Кудинівці, в котрому був парохом: там діти мали нагоду добре вивчати українську мову і історію, географію, пізнавати релігійні та моральні чесноти. Оскільки школа не мала окремого приміщення, розміщувалася у помешканнях селян.
Був душпастирем у Галичині, Австрії, Франції, від 1950 — в Канаді (був священиком парохії Собору Святої Покрови Торонто).
За активну громадсько-політичну діяльність 1938 заарештований; звільнений за сприяння Андрея Шептицького.
1939 Хабурського заарештували органи НКВС, ув'язнили у Зборівській тюрмі.
15.12.1941—1944 — душпастир у селі Підбірці (нині Пустомитівського району Львівської області).
1944 емігрував до Канади (місто Торонто), де видав підручник для навчання «Божа наука», молитовник «Радуйся, благодатная» та серію біблійних малюнків із текстами для дітей; наукову працю «Епіклеза» (1968).
Дописував у тижневики «Наша мета» та «Вільне слово» ; організатор і учасник паломництва представників української діаспори до Святої Землі; автор репортажу-враження «З подорожей до Святої Землі» й інших публікацій.
Похований на цвинтарі Парк Лан у Торонто.

## Праці
Автор статей на катехитичні і душпастирські теми у львівських газетах «Діло», «Католицька акція» та журналі «Нива», богословської праці «Епіклеза» (1968). Упорядник молитовника «Благодарім Господа» (1946).